# Nostima negramaculata
Nostima negramaculata är en tvåvingeart som beskrevs av James F. Edmiston och Wayne N. Mathis 2007. Nostima negramaculata ingår i släktet Nostima och familjen vattenflugor. Inga underarter finns listade i Catalogue of Life.